# Heinz Wieseke
Heinz Wieseke (* 24. März 1915; † unbekannt) war ein deutscher Schornsteinfeger und Funktionär.
Wieseke war von 1955 an in Berlin als Schornsteinfegermeister selbständig. Er wurde Bezirksschornsteinfegermeister und war ab 1972 Präsident der Berliner Handwerkskammer.

## Ehrungen
- 1978: Großes Verdienstkreuz der Bundesrepublik Deutschland[2]
- 23. April 1980: Ernst-Reuter-Plakette